# ویکتور پتی
 ویکتور پتی (انگلیسی: Víctor Pecci؛ زادهٔ ۱۵ اکتبر ۱۹۵۵) یک تنیس‌باز اهل پاراگوئه است.